# 洞庭湖大桥 (浩吉铁路)
浩吉铁路洞庭湖大桥，原名“蒙华铁路洞庭湖大桥”，是位于中国湖南省岳阳市的一座铁路斜拉桥，跨越洞庭湖与长江连接处的湘江河道，连接两岸的君山区和岳阳楼区，距离上游的洞庭湖大桥约4.2公里，距离下游的莲花塘水文站约2.2公里，是浩吉铁路的重点控制性工程之一。大桥全长10,444.659米，主桥长1,290.24米，是世界上首座三塔铁路斜拉桥。由中铁工程设计咨询集团有限公司勘测设计，中铁大桥局集团有限公司承建，建设工期5年，于2019年9月28日正式运营通车。

## 设计
大桥设计里程DK152+693.848～DK163+122.158，全长10,444.659米，其中主桥为三塔钢箱钢桁结合梁斜拉桥，长1,290.24米，两个主跨均为406米，是世界上主跨最长的三塔铁路斜拉桥，也是世界上第一座采用钢箱钢桁结合主梁形式的斜拉桥；大桥在世界斜拉桥建设史上首次采用了先架设合龙钢箱梁，然后安装合龙钢桁梁的施工方案；该桥还是中国首座采用中塔长加劲索的铁路桥。

### 桥跨布置
由西北至东南方向依次为：2×32米预应力混凝土简支梁（君山岸陆地引桥）+98米简支系杆拱（跨君山岸干堤）+110×32米预应力混凝土简支T梁（君山岸滩地引桥）+4×52米预应力混凝土简支箱梁（君山岸滩地引桥预留建闸条件）+83×32米预应力混凝土简支T梁（君山岸滩地引桥）+（75+3×120+75）米预应力混凝土连续梁（预留河道疏浚规划条件）+（98+140+406+406+140+98）米三塔钢箱钢桁结合梁斜拉桥（主桥）+84米简支钢桁梁（跨沿湖路桥）+57×32米预应力混凝土简支T梁（岳阳岸陆地引桥）。

### 主要技术指标
- 铁路等级：Ⅰ级
- 正线数目：双线
- 设计行车速度：120公里/小时 [1]
- 限制坡度：6‰
- 牵引种类：电力
- 桥梁设计荷载：暂按“中-活载”
- 建筑限界：执行电气化铁路国家标准限界“建限-1”及“桥限-2”
- 线间距：4.2米
- 建设总工期：60个月 [5]

## 建设历程
- 2012年10月16日，大桥奠基仪式在岳阳市举行。[6][7]
- 2013年10月16日，4号主墩首根桩开钻，标志着大桥正式开始施工。4号主墩桩基础部分由22根直径3米的钻孔灌注桩组成。[8]
- 2014年1月8日，3号主塔墩基础首根桩开始钻孔。[9]
- 2014年1月29日，大桥6号墩承台浇筑完成，这是大桥第一个浇筑完成的桥墩承台，该承台为矩形，尺寸为24米×9.2米×3.5米，采用C40混凝土分层连续灌筑，一次成型，混凝土总浇筑方量为773立方米。[10]
- 2014年4月28日，大桥引桥正式启动施工。[1]
- 2014年5月25日，大桥3号主塔墩钻孔桩施工全部完成。3号主塔墩采用22根3米直径钻孔桩基础，桩长38.5米，均按摩擦桩设计，基桩采用梅花形布置，桩间距7.5米。单桩混凝土272.1立方米，累计混凝土5,986.2立方米；单桩钢筋笼重30.5吨，钢筋笼总重671吨。[9]
- 2014年6月28日，4号主塔墩钻孔桩施工结束，至此，大桥主墩所有钻孔桩施工全部完成。[11]
- 2014年6月29日，大桥6号墩墩身浇筑完成。该墩身为拱门型，长20.5米、宽5米、高30米。[12]
- 2019年9月28日，大桥正式投入运营。